# Danielle Scott (sciatrice)
Danielle Scott (Sydney, 7 marzo 1990) è una sciatrice freestyle australiana, specialista dei salti.

## Biografia
In Coppa del Mondo ha esordito il 15 gennaio 2012 a Mont Gabriel (8ª), ha ottenuto il primo podio il 18 gennaio 2014 a Lake Placid (2ª) e la prima vittoria il 21 febbraio 2015 a Mosca.
In carriera ha partecipato a due edizioni dei Giochi olimpici invernali, Soči 2014 (9ª nei salti) e Pyeongchang 2018 (12ª nei salti), e a quattro dei Campionati mondiali, vincendo quattro medaglie.

## Palmarès

### Mondiali
- 4 medaglie:
  - 2 argenti (salti a Sierra Nevada 2017; salti a Bakuriani 2023)
  - 2 bronzi (salti a Voss 2013; salti a Engadina 2025)

### Coppa del Mondo
- Vincitrice della Coppa del Mondo di salti nel 2023 e nel 2024
- 25 podi:
  - 8 vittorie
  - 14 secondi posti
  - 3 terzi posti

#### Coppa del Mondo - vittorie
| Data             | Luogo         | Paese       | Disciplina |
| ---------------- | ------------- | ----------- | ---------- |
| 21 febbraio 2015 | Mosca         | Russia      | AE         |
| 18 dicembre 2016 | Beida Lake    | Cina        | AE         |
| 17 dicembre 2017 | Secret Garden | Cina        | AE         |
| 6 febbraio 2021  | Deer Valley   | Stati Uniti | AE         |
| 11 dicembre 2021 | Ruka          | Finlandia   | AE         |
| 4 dicembre 2022  | Ruka          | Finlandia   | AE         |
| 3 febbraio 2023  | Deer Valley   | Stati Uniti | AE         |
| 5 marzo 2023     | Engadina      | Svizzera    | AE         |

Legenda:

AE = salti